# 切伊卡鄉
46°51′N 22°11′E / 46.850°N 22.183°E
切伊卡鄉（羅馬尼亞語：Comuna Ceica, Bihor），是羅馬尼亞的鄉份，位於該國西北部，由比霍爾縣負責管轄，面積89平方公里，海拔高度261米，2007年人口3,904，人口密度每平方公里44人。